# Forn d'oli de ginebre de Vall de Porcs
Forn d'oli de ginebre de Vall de Porcs és un forn d'oli de ginebre de Riba-roja d'Ebre (Ribera d'Ebre) protegida com a Bé Cultural d'Interès Local.

## Descripció
Es tracta d'una construcció en pedra feta per a destil·lar, via escalfor, l'oli de ginebre.
Ubicat al començament de les Valls, Vall de Graell, per sobre de Vall de Porcs, accés per Les Vaques i la Magatanya fins al d'Amable, camí a peu per la muntanya fins a arribar a la carena i es troba a l'altre vessant.
Es troba en mal estat de conservació, semi derruït, amb el que es poden veure les dues parets interiors, el que li dona major valor didàctic. Té canal de recollida d'oli des de dintre del forn fins a una gran pica de recollida.